# Günter Zöller (Eiskunstläufer)

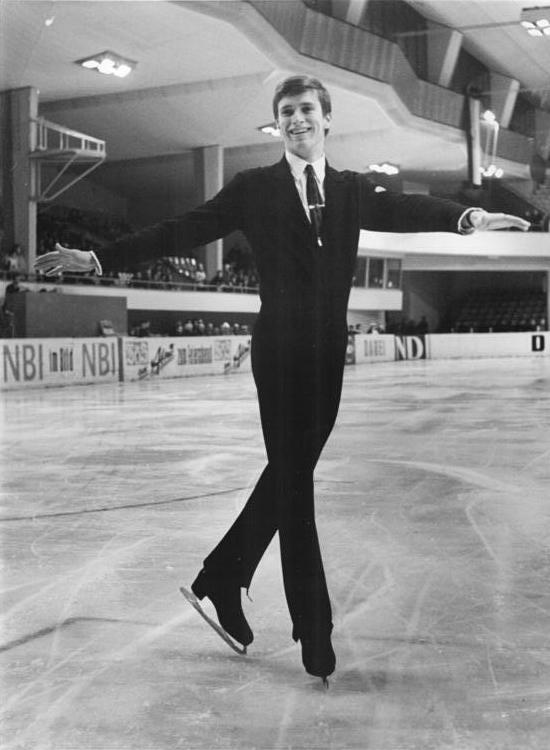
Günter Zöller, 1971

Günter Werner Siegfried Zöller (* 21. Mai 1948 in Chemnitz) ist ein deutscher Eiskunstlauftrainer. Als Eiskunstläufer war er im Einzellauf für die DDR erfolgreich und flüchtete 1972 in die Bundesrepublik Deutschland.

## Leben
Günter Zöller begann als Kind mit dem Eiskunstlaufen. Er trainierte bei Jutta Müller und startete erst für den SC Wismut Karl-Marx-Stadt und ab 1963 für den SC Karl-Marx-Stadt, also für die DDR. In seiner Karriere wurde er sechsmal DDR-Meister. 1967 besiegte er bei den DDR-Meisterschaften Reinhard Mirmseker, später Präsident der Deutschen Eislauf-Union. Bei den Olympischen Winterspielen 1968 in Grenoble erreichte er den elften Platz.
Nachdem er sich auf internationaler Bühne kontinuierlich gesteigert hatte, wurde er 1970 sowohl Dritter bei der Europameisterschaft wie auch bei der Weltmeisterschaft. Anschließend war er jedoch verletzt. Während der Europameisterschaft 1972 in Göteborg setzte er sich ab und floh in die Bundesrepublik. Hier wurde er erfolgreicher Trainer zuerst in Ludwigshafen am Rhein und ab 1974 in Mannheim. Von 1985 bis 1988 war er auch italienischer Nationaltrainer. Er trainierte in Deutschland unter anderem Claudia Leistner, Rudi Cerne, Stefan Pfrengle, Manuela Ruben, Petra Ernert, Susanne Becher, Nathalie Weinzierl und den Kanadier Brian Orser und ist heute noch Trainer in Mannheim.

## Ergebnisse
| Wettbewerb/Jahr         | 1963 | 1964 | 1965 | 1966 | 1967 | 1968 | 1969 | 1970 | 1971 | 1972 |
| ----------------------- | ---- | ---- | ---- | ---- | ---- | ---- | ---- | ---- | ---- | ---- |
| Olympische Winterspiele |      |      |      |      |      | 11.  |      |      |      |      |
| Weltmeisterschaften     |      |      | 18.  |      | 11.  | 11.  | 7.   | 3.   |      |      |
| Europameisterschaften   | 19.  |      | 12.  |      | 7.   | 8.   | 4.   | 3.   |      |      |
| DDR-Meisterschaften     | 2.   | 2.   | 1.   |      | 1.   | 1.   | 1.   | 1.   |      | 1.   |